# Altes Rathaus Haunstetten

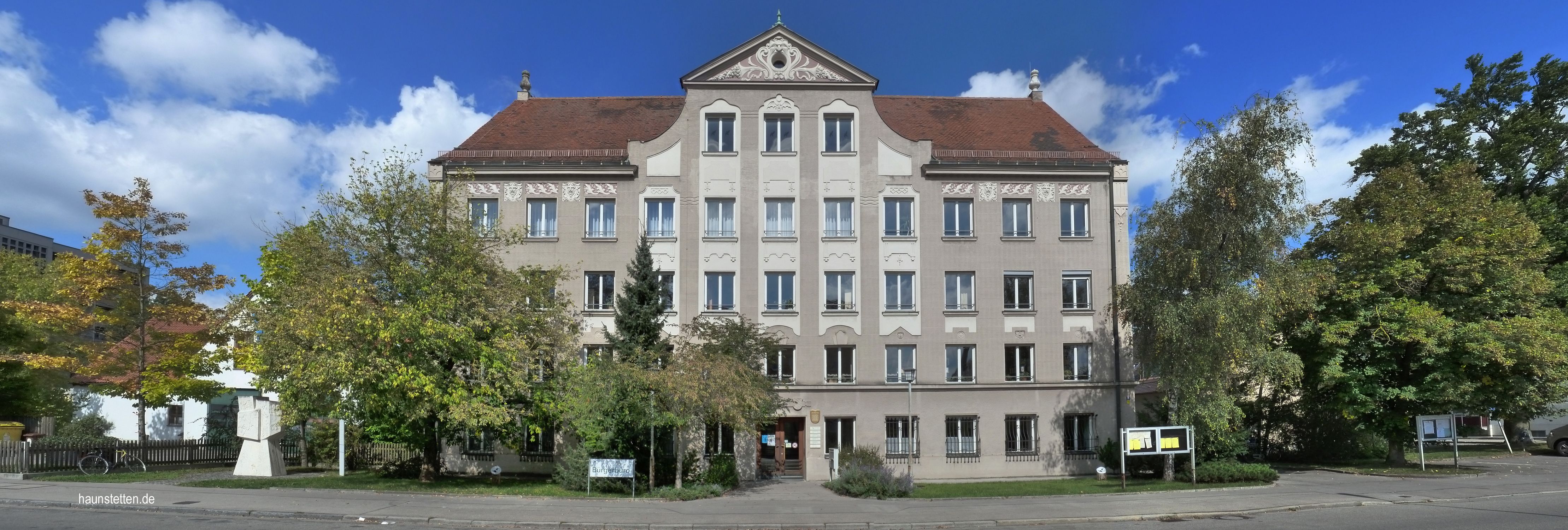
Altes Rathaus Haunstetten

Das Alte Rathaus Haunstetten (gelegentlich auch Tattenbach-Palais oder Käß-Palais) ist das ehemalige Rathaus der Stadt Haunstetten, die heute ein Stadtteil von Augsburg ist.

## Geschichte

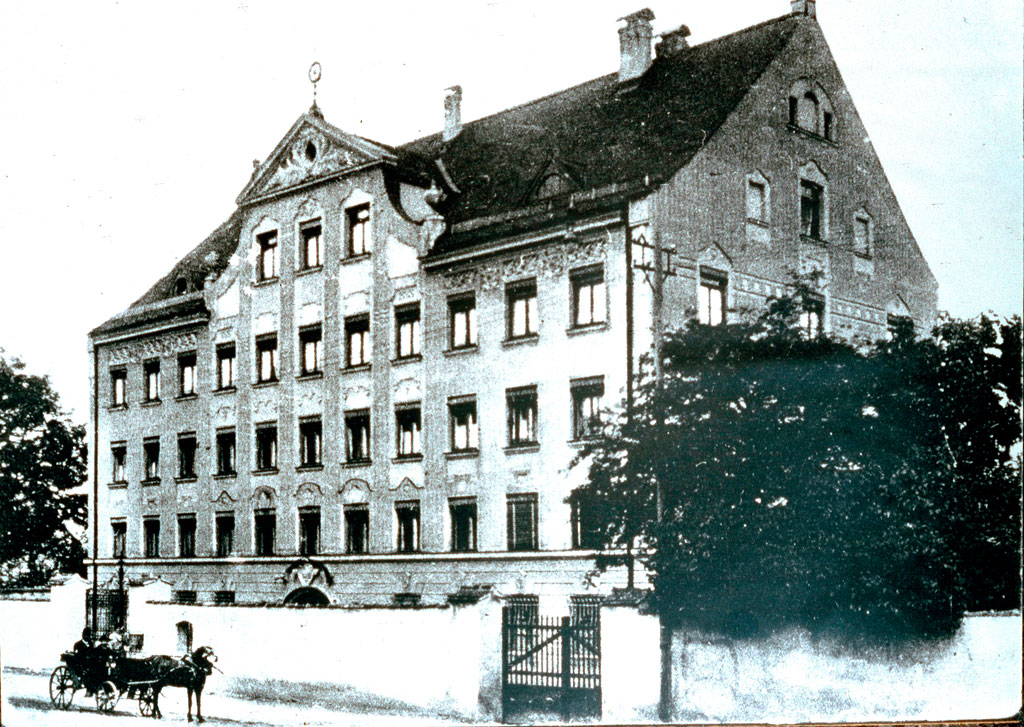
Das Käß-Palais, ehemals auch das Haunstetter Rathaus, noch mit der Einfriedungsmauer. Bild: Ortsgeschichtliche Sammlung Kulturkreis Haunstetten

Wann das Haus in der heutigen Tattenbachstraße gebaut wurde, ist nicht bekannt. Es geht zurück auf einen Getreidekasten (Kastenhaus) – wohl ein Gebäude zur Aufbewahrung von Getreide, aber auch anderer wertvoller Güter – des Reichsstifts St. Ulrich und Afra in Augsburg. Von 1006 bis 1802, d. h. bis zur Säkularisation, gehörte Haunstetten zum Reichsstift St. Ulrich und Afra.
Am 31. Oktober 1800 wurde es laut Haunstetter Amtsprotokoll vom Reichsstift St. Ulrich und Afra an Mathias Joseph Tlapa (Fabrikantensohn aus Grönenbach) und Joseph Anton Keller (Hausmeistersohn beim Damenstift St. Stephan, Augsburg) aus Augsburg verkauft, die „eine Factorie-Compagnie und Cottonwalk am dem Oehlbächl zu Haunstetten“ errichten wollten. Ein Exemplar des Vertrags müsste bei den Urkunden von St. Ulrich und Afra liegen. Tlapa und Kellner kauften überdies noch eine Sölde von Martin Unsinn (Söldner und Zimmermann aus Haunstetten) sowie den so genannten Madenanger u. a. Bereits 1810 machten die „Kottonfabrikanten“ Konkurs (Gant) und das Haus ging am 19. Oktober 1810 in den Besitz der Großhändler Johann Nepomuk von Molo, Joseph von Rebay und Michael Harrucker über. Auch ihnen diente es bis zum Konkurs 1832 als Fabrikgebäude, in dem Tuch zugeschnitten und versandfertig gemacht wurde.
1832 kaufte der Kaufmann Clemens (I.) Martini das Haus und eine Leinwandbleiche in Haunstetten. Clemens Martini gründete in Haunstetten und Augsburg eine Textilveredelungsfirma, die schon bald zu den führenden ihrer Art in Deutschland zählte.
Johann Georg Käß (1823–1903) war ein entfernter Verwandter Martinis und ab 1847 bis zur Besitztrennung  1860 sein Teilhaber. Das Haus und andere Haunstetter Fabrikationsgebäude gingen 1860  in den Besitz von Käß über. In diesem Haus lebte seine einzige Tochter, Marie Sophie Gräfin von Tattenbach  (1867–1947), seit 1927 Ehrenbürgerin Haunstettens bis zu ihrem Tode 1947.  Nach dem Ende des Zweiten Weltkriegs waren ab 1945 für mehrere Jahre Flüchtlinge im Palais der Gräfin einquartiert.
1953 erwarb die Stadt Haunstetten von den Erben der Gräfin das Palais ihres Vaters, des Kommerzienrats Georg Käß. 1955 wurde es zum Rathaus umgebaut.

## Nutzung nach der Eingemeindung Haunstettens nach Augsburg
Seit der Eingemeindung Haunstettens nach Augsburg 1972 dient das Haus nun als Verwaltungsgebäude für die Stadt Augsburg. Verwaltungsdienststellen der Stadt Augsburg, die hier ihren Sitz haben bzw. hatten, waren das Schulamt, die Forstverwaltung und  Stadtteilbücherei, die Mütterberatung sowie das Bürgerbüro. Zwischen 2010 und 2012 erfolgte eine Renovierung für ca. 1,7 Millionen €, da die tragenden Holzbalken saniert werden mussten. Ein Abriss des Gebäudes wurde verwaltungsintern überlegt. Am 31. März 2012 wird das renovierte ehemalige Haunstetter Rathaus mit Bürgerbüro und Stadtteilbibliothek feierlich wieder eröffnet.

## Innenräume
Ehemaliger Sitzungssaal

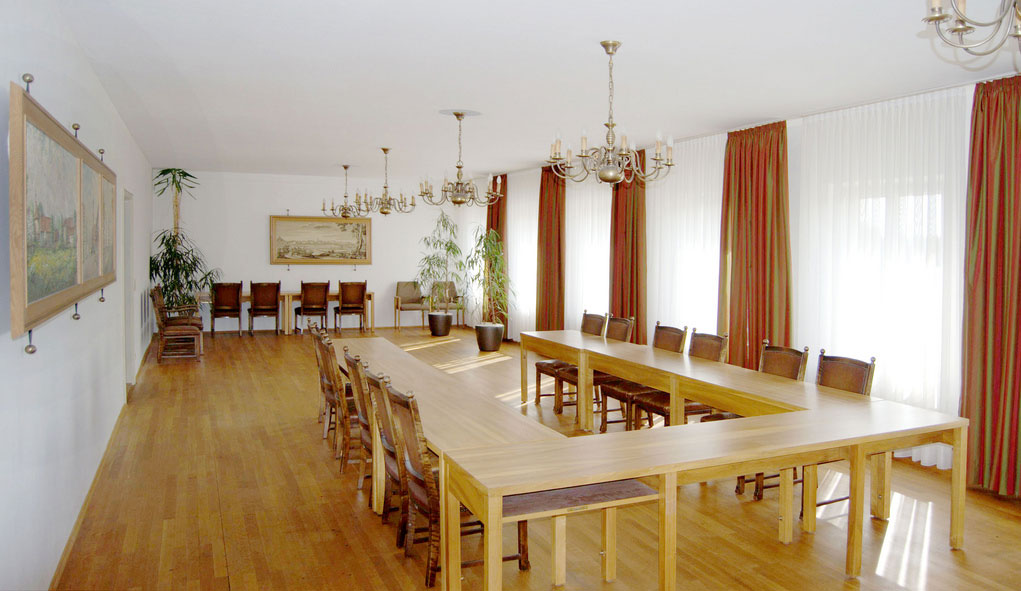
Sitzungssaal im ehemaligen Rathaus der Stadt Haunstetten (1952–1972)

Im ehemaligen Sitzungssaal hängt das Ölgemälde des Haunstetter Künstlers Werner Helbig (Kirche St. Georg, Eichendorffschule, Dorfschmiede) Heute finden dort standesamtliche Trauungen statt.
Vorraum Erdgeschoss
1990 wurde im Eingangsbereich ein steinerner Grenzstein aufgestellt. Er stammt aus dem Jahr 1785 und war am Rande des Siebentischwaldes anlässlich einer Grenzrenovation zwischen dem Kurfürstentum Bayern und dem Reichsstift St. Ulrich und Afra aufgestellt worden. An seiner Stelle im Wald steht nun eine Nachbildung. Ihn schmückt das Wappen des Kurfürstentum Bayerns und des Reichsstifts St. Ulrich und Afra. Während der Renovierung wurde der Grenzstein entfernt und 2012 wieder aufgestellt.

## Außengelände
Einst war das gräfliche Palais mit einer hohen Mauer umgeben, die heute nicht mehr erhalten ist. Seit 2000 steht auf der Westseite das Haunstetter Denkmal, das der Haunstetter Künstler Christian Angerbauer zur Jahrtausendwende im Auftrag der ARGE Haunstetten errichtete.

## Nebengebäude
Das Rathaus besaß auf der Nordseite ein Nebengebäude, das im Mai 1991 abgebrochen wurde. Ebenfalls abgebrochen wurde das Nebengebäude in der Tattenbachstr. 21 (sog. „Bräusölde“, errichtet 1791). Es besaß zum Teil ein Tonnengewölbe sowie einen doppelten Dachstuhl. Im Osten befindet sich noch ein Nebengebäude, das früher u. a. als Polizeistation der Gemeinde Haunstetten diente und heute als Geschäftsstelle des Kulturkreises Haunstetten genutzt wird.